# Tổng cục An ninh (Việt Nam)
Tổng cục An ninh là một cơ quan cũ trực thuộc Bộ Công an Việt Nam có nhiệm vụ điều hành công tác An ninh, hiện nay không còn hoạt động.

## Lược sử
- Ngày 15/9/2009, Thủ tướng Chính phủ Nguyễn Tấn Dũng ban hành Nghị định số 77/2009/NĐ-CP quy định chức năng nhiệm vụ quyền hạn và cơ cấu tổ chức của Bộ Công an. Theo đó, Bộ Công an kiện toàn lại tổ chức của Bộ và như vậy Tổng cục An ninh nhân dân được tách ra thành hai Tổng cục:Tổng cục An ninh 1 và Tổng cục An ninh 2.
- Ngày 17/11/2014, Thủ tướng Chính phủ Nguyễn Tấn Dũng ban hành Nghị định số 106/NĐ-CP/2014 quy định chức năng nhiệm vụ quyền hạn và cơ cấu tổ chức của Bộ Công an. Theo đó, Tổng cục An ninh được hình thành trên cơ sở sáp nhập của hai Tổng cục là Tổng cục An ninh 1 và Tổng cục An ninh 2.[2][3][4]
- Ngày 6 tháng 8 năm 2018, Thủ tướng Chính phủ Việt Nam Nguyễn Xuân Phúc đã ký ban hành Nghị định 01 có hiệu lực cùng ngày quy định chức năng nhiệm vụ, quyền hạn và cơ cấu tổ chức của Bộ Công an, theo đó Bộ Công an không còn cấp Tổng cục.

## Tổ chức
- Thanh tra Tổng cục[5]
- Cục Tham mưu An ninh (A62)[6]
- Cục Bảo vệ chính trị I (A63)[7]
- Cục Bảo vệ chính trị II (A65)[8][9]
- Cục Bảo vệ chính trị III (A64)[10]
- Cục Bảo vệ chính trị IV (A65)[11]
- Cục Bảo vệ chính trị V (A66)[12][13]
- Cục Bảo vệ chính trị VI (A67)[14]
- Cục Ngoại tuyến (A69)[15]
- Cục Kỹ thuật nghiệp vụ I (A70)[16]
- Cục Kỹ thuật nghiệp vụ II (A71)[16]
- Cục Quản lý xuất nhập cảnh (A72)[17]
- Cục Chính trị An ninh (A73)[5]
- Văn phòng thường trực Ban Chỉ đạo về nhân quyền (A74)[18][19]
- Cục Hậu cần An ninh (A77)[20]
- Cục An ninh chính trị nội bộ (A83)[21]
- Cục An ninh tài chính, tiền tệ và đầu tư (A84)[22]
- Cục An ninh kinh tế tổng hợp (A85)[23]
- Cục An ninh nông nghiệp nông thôn (A86)[24]
- Cục An ninh thông tin truyền thông (A87)[25]
- Cục An ninh xã hội (A88)[26]
- Cục An ninh Tây Bắc (A89)[27]
- Cục An ninh Tây Nguyên (A90)[28]
- Cục An ninh Tây Nam Bộ (A91)[29]
- Cục An ninh điều tra (A92)[30]
- Cục Hồ sơ nghiệp vụ an ninh (A93)[31]
- Cục An ninh cửa khẩu (A98)[32]

## Tổng cục trưởng qua các thời kỳ

### Tổng cục An ninh nhân dân (7.2001-12.2009)
- 7.2001-9.2001, Thi Văn Tám, Trung tướng, Thượng tướng, Quyền Tổng cục trưởng
- 10.2001-3.2006, Thi Văn Tám, Trung tướng, Thượng tướng, Thứ trưởng Bộ Công an
- 4.2006-12.2007, Nguyễn Văn Hưởng, Thiếu tướng, Thượng tướng, Thứ trưởng Bộ Công an
- 11.2007-1.2010 Phạm Dũng, Thiếu tướng (2005),[33] Trung tướng, Trưởng ban Tôn giáo Chính phủ, Thứ trưởng Bộ Nội vụ.
- Trịnh Lương Hy, Trung tướng

### Tổng cục An ninh 1 (1.2010-11.2014)
- 1.2010-8.2010, Tô Lâm, Trung tướng (2010), Thượng tướng (2014), Đại tướng (2019) Thứ trưởng Bộ Công an, Bộ trưởng Bộ Công an
- 9.2010-3.2011, Nguyễn Chí Thành, Thiếu tướng, Trung tướng, Quyền Tổng cục trưởng.
- 4.2011-11.2014, Nguyễn Chí Thành, Thiếu tướng, Trung tướng.[34]

### Tổng cục An ninh 2 (1.2010-11.2014)
- 1.2010-2.2012, Phạm Dũng, Trung tướng, Thứ trưởng Bộ Nội vụ kiêm Trưởng ban Tôn giáo Chính phủ[35]
- 2.2012-11.2014, Hoàng Kông Tư, Trung tướng, Quyền Tổng cục trưởng.

### Tổng cục An ninh (12.2014 đến 2018)
- 12/2014-2018, Nguyễn Chí Thành, Trung tướng, Tổng cục trưởng Tổng cục An ninh.

## Phó Tổng cục trưởng qua các thời kỳ
- Dương Thông, Trung tướng
- 1992 -, Tống Ngọc Minh, Thiếu tướng (2002) [36]
- 3.1996-6.2001, Thi Văn Tám, Đại tá, Thượng tướng, Thứ trưởng Bộ Công an
- 10.2000-4.2006, Trần Đại Quang, Thiếu tướng (2003), Đại tướng, UV BCT, Bộ trưởng Bộ Công an, Chủ tịch Nước CHXHCN Việt Nam 2016 - 2018.
- 2005-2012, Nguyễn Đức Nhanh, Trung tướng, Phó Tổng cục trưởng kiêm Giám đốc CATP Hà Nội
- 2007-9.2009, Tô Lâm, Thiếu tướng (2007), Đại tướng năm 2019, UV BCT, Bộ trưởng Bộ Công an 2016 - nay.
- 2007-2010, Nguyễn Văn Kiểm, Thiếu tướng(2007)
- 2007-2014, Hoàng Kông Tư, Trung tướng
- 2007-, Nông Văn Lưu, Thiếu tướng (2006), Trung tướng (?), nguyên Giám đốc Công an tỉnh Gia Lai
- -3.2011, Nguyễn Chí Thành, Thiếu tướng[34]
- 8.2011-11.2014, Nguyễn Chí Dũng, Thiếu tướng, nguyên Giám đốc Công an TP.HCM
- Vũ Hải Triều, Trung tướng[37]
- 2010-2018, Trình Văn Thống, Trung tướng (2014),[38][39] nguyên Cục trưởng Cục An ninh Tây Nguyên[40]
- 2013-2018, Đường Minh Hưng, Trung tướng (2014),[41] nguyên Cục trưởng Cục Bảo vệ Chính trị VI (2007-2013)[42]
- 2009-2018, Nguyễn Đức Minh, Trung tướng (2012)[43]
- Võ Hoài Việt, Trung tướng[44]
- Nguyễn Phúc Thảo, Trung tướng, đã thôi chức, nguyên Giám đốc Công an tỉnh Sóc Trăng[45][46]
- Trịnh Văn Khải, Trung tướng[47]
- Vũ Thanh Bình, Trung tướng[5]
- 2012-2018, Vi Văn Long (sinh 1958), Trung tướng (2014),[48] nguyên Giám đốc Công an tỉnh Điện Biên (2008-2012), người Thái đen[49]
- 2012-2018, Trần Quốc Liêm, Thiếu tướng (2012), nguyên Cục trưởng Cục Tham mưu Tình báo B12, Tổng cục Tình báo
- 2013-2018, Bùi Mậu Quân,[50] Trung tướng (2016),[51] nguyên Giám đốc Công an tỉnh Hải Dương (2008-2013)[52]
- Nguyễn Kim Quy, Trung tướng[53][54]
- 2017-2018, Nguyễn Khắc Khanh, Thiếu tướng